# The World Is Stone
The World Is Stone è un singolo della cantante statunitense Cyndi Lauper, pubblicato nel 1992. 

## Il brano
Il brano è la versione in lingua inglese della canzone originale in lingua francese Le Monde est stone (1978), che faceva parte del musical Starmania.
La musica del brano è stata composta da Michel Berger; il testo originale in francese è di Luc Plamondon, mentre quello in inglese è un adattamento curato da Tim Rice.
Nonostante il singolo non sia stato pubblicato negli Stati Uniti, ha avuto successo in Francia, Regno Unito e Giappone.

## Tracce
- CD (Europa)

1. The World Is Stone - 4:30
2. Learn to Live Alone - 5:10